# Arnao Guillén de Brocar
Arnao (ou Arnaldo) Guillén de Brocar, né en France à Bédeille (Pyrénées-Atlantiques) vers 1460, mort à Alcalá de Henares en 1523, était un imprimeur et typographe espagnol devenu célèbre pour ses travaux réalisés au début du XVIe siècle, notamment l'impression de la Bible polyglotte d'Alcalá.

## Premières publications
Après avoir travaillé à Toulouse avec Henri Mayer, il s'installe d'abord à Pampelune où il reproduit et imprime de nombreux livres classiques. En 1492, il y publie, entre autres, la « Gramática castellana » de Antonio de Nebrija. En 1500, il déménage à Logroño où il imprime d'autres publications, notamment la première édition de « De liitteris graecis » de Antonio de Nebrija en 1507 ou 1508, qui incluait des caractères grecs.

## L'impression de laBible polyglotte d'Alcalá

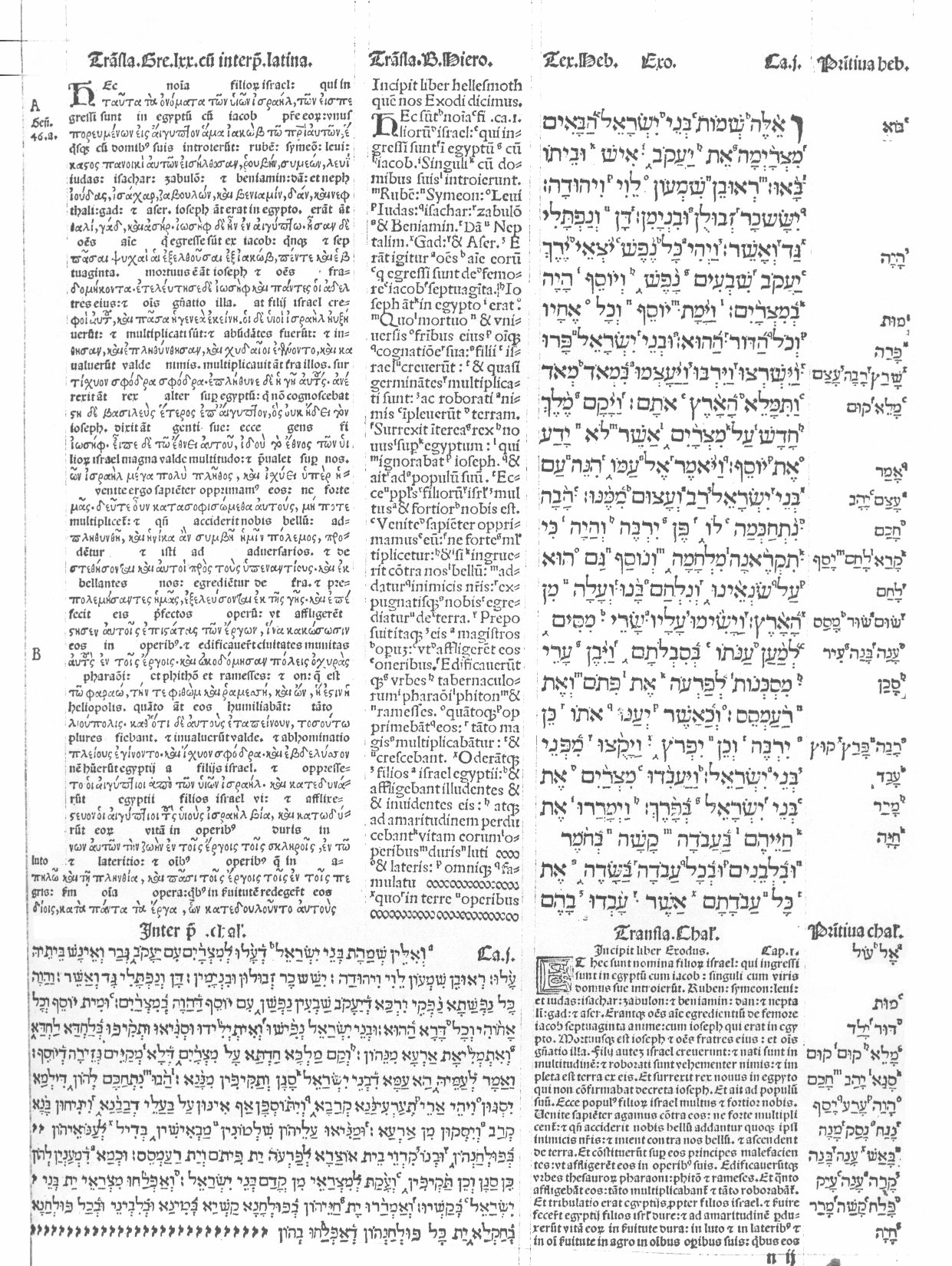
Page de la Bible polyglotte d'Alcalá montrant la juxtaposition de différentes fontes

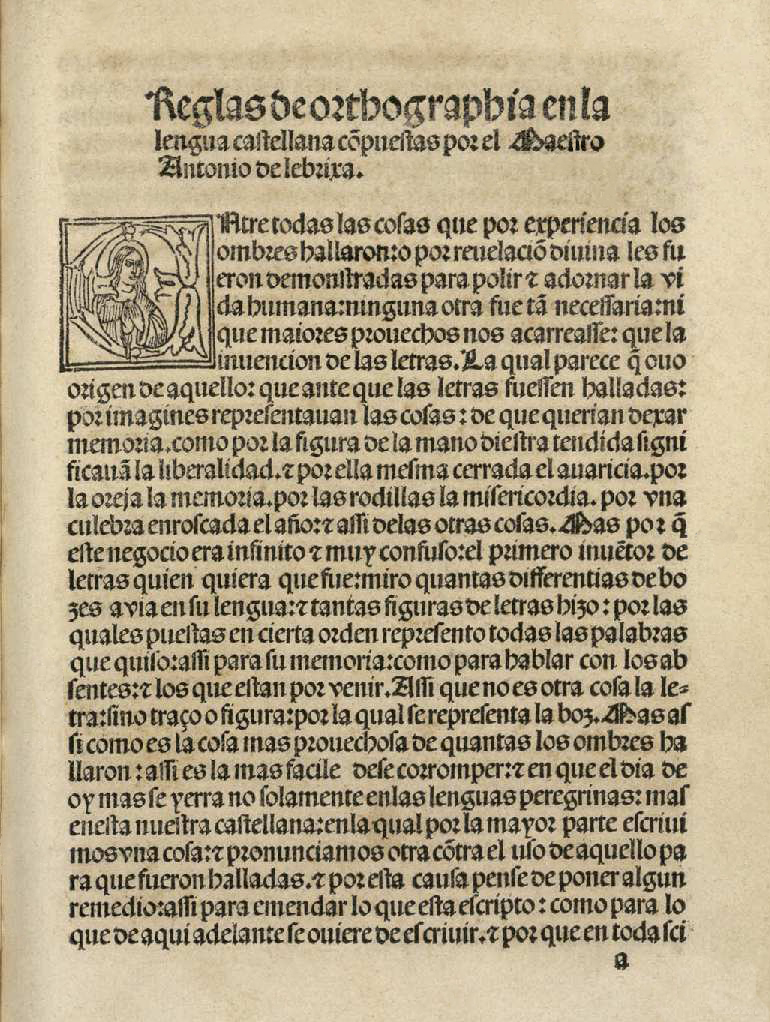
Page de les Reglas de ortografía en la lengua castellana (Antonio de Nebrija, 1517).

En 1508, l’université d'Alcalá ouvrait ses portes. Elle avait été financée et fondée par le cardinal Francisco Jiménez de Cisneros qui préparait depuis longtemps la publication d’une  Bible polyglotte. En 1510 ou 1511, il fit ainsi venir à Alcalá Arnao Guillén de Brocar pour imprimer la fameuse Bible polyglotte d'Alcalá.
Cette bible polyglotte en six volumes in-folio fut imprimée de 1514 à 1517 et ne fut publiée qu’en 1521. Les quatre premiers volumes contiennent l’Ancien Testament en hébreu, en chaldéen et en grec, avec une version en latin ; le cinquième volume comprend le Nouveau Testament, imprimé pour la première fois en grec et en latin. Le sixième tome regroupe des annexes à l’Ancien testament : vocabulaire hébraïque et chaldaïque, grammaire de l'hébreu, dictionnaire grec... L'impression du livre donna lieu à de nombreuses discussions entre Arnao Guillén de Brocar et l'équipe multinationale réunie par le cardinal. Il imprima aussi de nombreux autres livres et documents de qualité pour l’université d'Alcalá.

## Les fontes grecques
Pour cette publication, Arnao Guillén de Brocar créa ainsi plusieurs fontes, notamment pour le grec. Pour plusieurs des tomes, il utilisa une fonte grecque d’origine vénitienne, avec ligatures, différents signes diacritiques et multiples abréviations, qui avait été utilisée dès 1509 par l’imprimeur Giovanni Tacuino (p. 69). Mais il produisit aussi une police grecque dépourvue de ligatures et d’abréviations n’utilisant qu’un apex, de façon à rapprocher le texte imprimé de ce qu’était le texte manuscrit dans l’antiquité. Pour Jean Irigoin, « les caractères grecs de Guillén de Brocar donnent une impression d’équilibre et de solidité [...] Sa police avait trois siècles d’avance sur les polices qui seront gravées en Europe à partir du début du XXe siècle ».
Pour Robert Proctor, « A l’Espagne revient l’honneur d’avoir produit comme première fonte grecque celle qui est indubitablement la plus belle fonte grecque jamais gravée. ». Proctor fit dessiner par Percy Tiifin et graver par Edwarf Prince une police grecque dite "Police Otter" s’inspirant de celle de Guillén de Brocar, qui fut fondue en 1903.

## Autres travaux d'impression

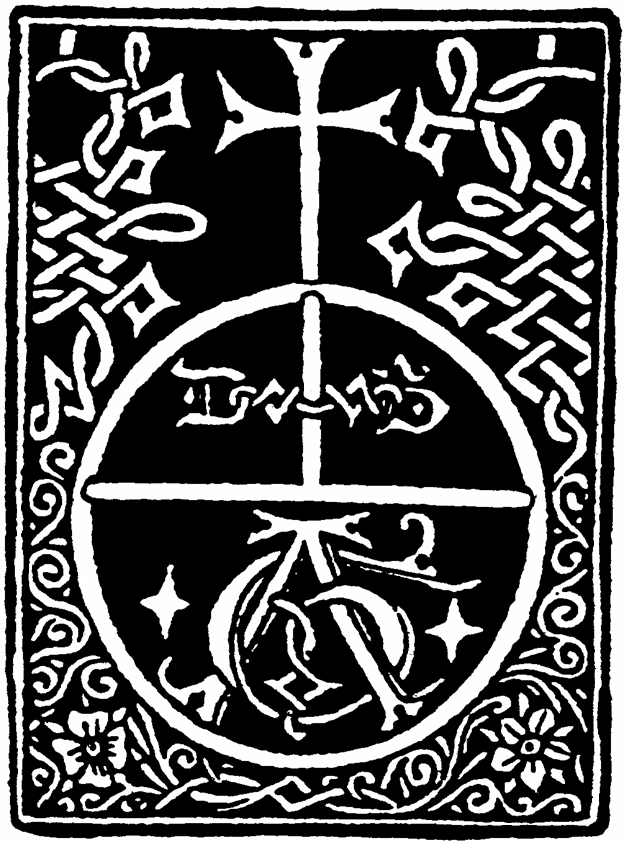
Marque de l'imprimeur Arnao Guillén de Brocar, utilisée pour la première fois à Pampelune, dans le livre "Reguale Grammaticales" d'Esteban de Masparrauta, imprimé en 1492.

Simultanément à ses travaux d'impression à Alcalá, il travaille pour le monastère de de Nuestra Señora del Prado à Valladolid de 1514 à 1519 et pour le monastère de san Pedro Mártir à Tolède de 1518 à 1521. Il continuera ses travaux d'impression à Alcalá jusqu'à sa mort en 1523.
Son fils, Juan de Brocar (ou Jean de Brocario), qui avait présenté le premier exemplaire de la Bible polyglotte d'Alcalá au cardinal Jiménez de Cisneros en 1517, continua l'œuvre de son père, imprimant entre autres le « Codex de pœnitentia, restitutione et contractibus per Joannem de Medina. Compluti, apud Johannem de Brocario » en 1546.